# Associazione Calcio Novara 1951-1952
Questa voce raccoglie le informazioni riguardanti l'Associazione Calcio Novara nelle competizioni ufficiali della stagione 1951-1952.

## Rosa
| N. |                   | Ruolo | Calciatore           |
| -- | ----------------- | ----- | -------------------- |
|    | Italia (bandiera) | P     | Ivano Corghi         |
|    | Italia (bandiera) | P     | Celestino Russova    |
|    | Italia (bandiera) | D     | Battista Corbani     |
|    | Italia (bandiera) | D     | Giuseppe Della Frera |
|    | Italia (bandiera) | D     | Pietro Rava          |
|    | Italia (bandiera) | C     | Ambrogio Baira       |
|    | Italia (bandiera) | C     | Stelvio Della Casa   |
|    | Italia (bandiera) | C     | Rino De Togni        |
|    | Italia (bandiera) | C     | Tullio Fanchini      |
|    | Italia (bandiera) | C     | Silvio Feccia        |
|    | Italia (bandiera) | C     | Giuseppe Mainardi    |

| N. |                      | Ruolo | Calciatore         |
| -- | -------------------- | ----- | ------------------ |
|    | Italia (bandiera)    | C     | Luigi Molina       |
|    | Italia (bandiera)    | C     | Roberto Passarin   |
|    | Svezia (bandiera)    | C     | Kjell Rosén        |
|    | Italia (bandiera)    | A     | Lanfranco Alberico |
|    | Italia (bandiera)    | A     | Giacomo Garlasco   |
|    | Germania (bandiera)  | A     | Ludwig Janda       |
|    | Argentina (bandiera) | A     | Bruno Pesaola      |
|    | Italia (bandiera)    | A     | Silvio Piola       |
|    | Italia (bandiera)    | A     | Piero Pombia       |
|    | Italia (bandiera)    | A     | Umberto Renica     |

## Risultati

### Serie A

#### Girone di andata
| 9 settembre 1951 1ª giornata | Novara | 1 – 2 referto | Milan |  |

| 16 settembre 1951 2ª giornata | Fiorentina | 1 – 1 referto | Novara |  |

| 23 settembre 1951 3ª giornata | Novara | 1 – 0 referto | Bologna |  |

| 30 settembre 1951 4ª giornata | Torino | 0 – 1 referto | Novara |  |

| 7 ottobre 1951 5ª giornata | Novara | 5 – 0 referto | Triestina |  |

| 14 ottobre 1951 6ª giornata | SPAL | 2 – 1 referto | Novara |  |

| 21 ottobre 1951 7ª giornata | Novara | 1 – 0 referto | Napoli |  |

| 28 ottobre 1951 8ª giornata | Novara | 1 – 1 referto | Palermo |  |

| 4 novembre 1951 9ª giornata | Lucchese | 1 – 1 referto | Novara |  |

| 18 novembre 1951 10ª giornata | Novara | 4 – 1 referto | Udinese |  |

| 2 dicembre 1951 11ª giornata | Como | 2 – 2 referto | Novara |  |

| 9 dicembre 1951 12ª giornata | Inter | 3 – 1 referto | Novara |  |

| 16 dicembre 1951 13ª giornata | Novara | 2 – 2 referto | Lazio |  |

| 23 dicembre 1951 14ª giornata | Novara | 4 – 1 referto | Legnano |  |

| 30 dicembre 1951 15ª giornata | Padova | 0 – 0 referto | Novara |  |

| 6 gennaio 1952 16ª giornata | Atalanta | 2 – 0 referto | Novara |  |

| 13 gennaio 1952 17ª giornata | Novara | 1 – 4 referto | Juventus |  |

| 20 gennaio 1952 18ª giornata | Pro Patria | 1 – 0 referto | Novara |  |

| 27 gennaio 1952 19ª giornata | Novara | 2 – 1 referto | Sampdoria |  |

#### Girone di ritorno
| 3 febbraio 1952 20ª giornata | Milan | 6 – 2 referto | Novara |  |

| 20 febbraio 1952 21ª giornata | Novara | 4 – 3 referto | Fiorentina |  |

| 17 febbraio 1952 22ª giornata | Bologna | 4 – 1 referto | Novara |  |

| 24 febbraio 1952 23ª giornata | Novara | 2 – 1 referto | Torino |  |

| 9 marzo 1952 24ª giornata | Triestina | 2 – 2 referto | Novara |  |

| 16 marzo 1952 25ª giornata | Novara | 2 – 2 referto | SPAL |  |

| 23 marzo 1952 26ª giornata | Napoli | 0 – 1 referto | Novara |  |

| 30 marzo 1952 27ª giornata | Palermo | 3 – 1 referto | Novara |  |

| 6 aprile 1952 28ª giornata | Novara | 1 – 0 referto | Lucchese |  |

| 13 aprile 1952 29ª giornata | Udinese | 1 – 0 referto | Novara |  |

| 20 aprile 1952 30ª giornata | Novara | 3 – 2 referto | Como |  |

| 27 aprile 1952 31ª giornata | Novara | 2 – 4 referto | Inter |  |

| 4 maggio 1952 32ª giornata | Lazio | 1 – 0 referto | Novara |  |

| 11 maggio 1952 33ª giornata | Legnano | 2 – 3 referto | Novara |  |

| 18 maggio 1952 34ª giornata | Novara | 2 – 1 referto | Padova |  |

| 1 giugno 1952 35ª giornata | Novara | 2 – 0 referto | Atalanta |  |

| 8 giugno 1952 36ª giornata | Juventus | 3 – 1 referto | Novara |  |

| 15 giugno 1952 37ª giornata | Novara | 3 – 0 referto | Pro Patria |  |

| 22 giugno 1952 38ª giornata | Sampdoria | 3 – 1 referto | Novara |  |

## Statistiche

### Statistiche di squadra
| Competizione | Punti | In casa | In casa | In casa | In casa | In casa | In casa | In trasferta | In trasferta | In trasferta | In trasferta | In trasferta | In trasferta | Totale | Totale | Totale | Totale | Totale | Totale | DR |
| Competizione | Punti | G       | V       | N       | P       | Gf      | Gs      | G            | V            | N            | P            | Gf           | Gs           | G      | V      | N      | P      | Gf     | Gs     | DR |
| ------------ | ----- | ------- | ------- | ------- | ------- | ------- | ------- | ------------ | ------------ | ------------ | ------------ | ------------ | ------------ | ------ | ------ | ------ | ------ | ------ | ------ | -- |
| Serie A      | 40    | 19      | 13      | 3       | 3       | 43      | 25      | 19           | 3            | 5            | 11           | 19           | 37           | 38     | 16     | 8      | 14     | 62     | 62     | 0  |

### Statistiche dei giocatori
| Giocatore      | Serie A  | Serie A |
| Giocatore      | Presenze | Reti    |
| -------------- | -------- | ------- |
| L. Alberico    | 32       | 5       |
| A. Baira       | 35       | 3       |
| B. Corbani     | 13       | 0       |
| I. Corghi      | 32       | -53     |
| S. Della Casa  | 3        | 0       |
| G. Della Frera | 6        | 1       |
| R. De Togni    | 36       | 1       |
| T. Fanchini    | 2        | 0       |
| S. Feccia      | 34       | 5       |
| G. Garlasco    | 1        | 0       |
| L. Janda       | 30       | 11      |
| G. Mainardi    | 23       | 0       |
| L. Molina      | 32       | 0       |
| R. Passarin    | 2        | 0       |
| B. Pesaola     | 35       | 8       |
| S. Piola       | 31       | 18      |
| P. Pombia      | 5        | 0       |
| P. Rava        | 3        | 0       |
| U. Renica      | 36       | 5       |
| K. Rosen       | 21       | 2       |
| C. Russova     | 6        | -9      |